# جین ساتو
جین ساتو (ژاپنی: 佐藤 尽؛ زادهٔ ۲۷ سپتامبر ۱۹۷۴) یک بازیکن فوتبال اهل ژاپن است.
از باشگاه‌هایی که در آن بازی کرده‌است می‌توان به باشگاه فوتبال یوکوهاما فلگلز، باشگاه فوتبال کیوتو سانگا و باشگاه فوتبال هوکایدو کونسادول ساپورو اشاره کرد.